# Oreste al Macedoniei
Oreste al Macedoniei (în greacă: Ὀρέστης ὁ Μακεδών) a fost fiul lui Archelaus I și regele succesor al asasinului tatălui său. El a domnit între 399-396 î.Hr., împreună cu tutorele lui, Aeropus II.